# Platerodrilus
Platerodrilus är ett 47 miljoner år gammalt släkte skalbaggar i underordningen allätarbaggar. Skalbaggssläktet har inget officiellt svenskt namn men kallas ibland för “trilobitbaggar” på engelska (trilobite beetle). I en del litteratur står de under namnet Duliticola, ett synonymt släktnamn. Typarten för släktet brukar vara Platerodrilus paradoxus.

## Beskrivning
En av de mest utmärkande dragen är honorna och larvernas kroppsform, som är kraftigt bepansrad med ett hårt exoskelett, samt huvudet som är väldigt litet i förhållande till kroppen. Kroppsformen tillsammans med exoskellettets taggiga kanter påminner något om kroppsformen hos de numera utdöda trilobiterna. Skalbaggarna kan även gömma det lila huvudet under ryggskölden, likt en sköldpadda.
Det förekommer en stor könsdimorfism hos arter i detta släkte skalbaggar. Medan honorna brukar bli 40–80 mm långa och delar det karaktäristiska utseendet med larverna, är hanarna mycket mindre och har en kroppsbyggnad som liknar andra skalbaggar i underordningen allätarbaggar. Hanarna är mycket mindre än honor, omkring 8–9 mm långa och har vingar. Eftersom hanar och honor har så olika morfologi, är det svårt utan DNA-analyser att avgöra om de tillhör samma art.

## Levnadssätt
Det är främst honors och larvers ekologi som är känd, dessa individer är de mest påtagliga formerna att finna i naturen. Skalbaggarna lever i ett habitat som utgörs av tropisk regnskog. Det är fortfarande något oklart vad de livnär sig på; den mest troliga hypotesen är att de äter ruttnande träd, svamp och annat halvnedbrutet organiskt material, eftersom huvudet är så litet och mandiblerna relativt outvecklade. Skalbaggarna livnär sig främst på vätskor från ruttnande trädstammar. En annan teori är att de är rovdjur som jagar små snäckor och insekter på marken.
Länge hade man ingen aning om hur hanar av olika arter såg ut, eller hur parningen gick till. Misstankar fanns om att honor förökade sig via partenogenes (förökning via obefruktade ägg där avkomman är genetisk identisk med modern). Den svenska zoologen Eric Mjöberg samlade in olika individer av släktet från Borneo 1922 för att ta reda på exakt hur parningen gick till. Han fångade in en skalbagge och såg att det var en juvenil individ, djuret hade taggiga utskott och den typiska kroppsformen, men saknade färdigutvecklade könsorgan.
Det var först efter ömsningen som skedde några dagar efter att Mjöberg fångat skalbaggen, som han kunde skymta könsorganen och se att alla skalbaggar han fångade var honor. Det tog över ett år och åtskilliga försök att locka fram en hane, innan Mjöberg fick se en. En samlare kom med två skalbaggar som parade sig, inlindade i en bit bananlöv.
Ägg som inte befruktas ger ingen avkomma, och honorna dör några dagar efter att de lagt ägg.

## Utbredning
Man finner arter ur släktet Platerodrilus i södra Filippinerna, på Malaysia och Borneo. Men en del arter och observationer av dem förekommer även på fastlandet i Sydostasien; i Laos och i södra Indien. Det förekommer även observationer från Mexiko.

## Status och hot
Liksom andra insektssläkten möter Platerodrilus olika hot. Habitatförstöring som exempelvis skogsskövling är ett stort hot mot arterna på t.ex. Borneo. Men även användning av bekämpningsmedel har en märkbar påverkan. Ett annat hot är insektssamlare och illegal insamling och smuggling av djur.
Flertalet arter, som exempelvis Platerodrilus ruficolis (annat namn Duliticola hoiseni) är ej bedömd (NE) i rödlistan. I framtiden kan det bli aktuellt att kartlägga insektssläken som exempelvis Platerodrilus situation, eftersom skalbaggarna och andra insekter är mycket viktiga för den biologiska mångfalden samt ekosystemen, men har minskat kraftigt i antal under de senaste decennierna.

## Arter
- Platerodrilus foliaceus Masek & Bocak, 2014
- Platerodrilus paradoxus (Mjöberg, 1925)
- Duliticola paradoxa Mjöberg, 1925
- Platerodrilus major Pic, 1921
- Platerodrilus ngi Masek & Bocak, 2014
- Platerodrilus wittmeri Masek & Bocak, 2014
- Platerodrilus ijenensis Masek & Bocak, 2014
- Platerodrilus luteus Masek & Bocak, 2014
- Platerodrilus maninjauensis Masek & Bocak, 2014
- Platerodrilus montanus Masek & Bocak, 2014
- Platerodrilus palawanensis Masek & Bocak, 2014
- Platerodrilus ranauensis Masek & Bocak, 2014
- Platerodrilus sibayakensis Masek & Bocak, 2014
- Platerodrilus sinabungensis Masek & Bocak, 2014
- Platerodrilus sinuatus Pic, 1921
- Platerodrilus talamauensis Masek & Bocak, 2014
- Platerodrilus tujuhensis Masek & Bocak, 2014
- Platerodrilus bicolor (Wittmer, 1966)
- Platerodriloplesius bicolor Wittmer, 1966
- Platerodrilus crassicornis (Pic, 1923)
- Platrilus crassicornis (Pic, 1923)
- Platerodrilus hirtus (Wittmer, 1938)
- Platrilus hirtus (Wittmer, 1938)
- Platerodrilus korinchiana
- Platerodrilus robinsoni Blair, 1928
- Platerodrilus ruficollis (Pic, 1942)
- Falsocalochromus ruficollis Pic, 1942
- Duliticola hoiseni Wong, 1996

## Bildgalleri

Hane och hona av Platerodrilus
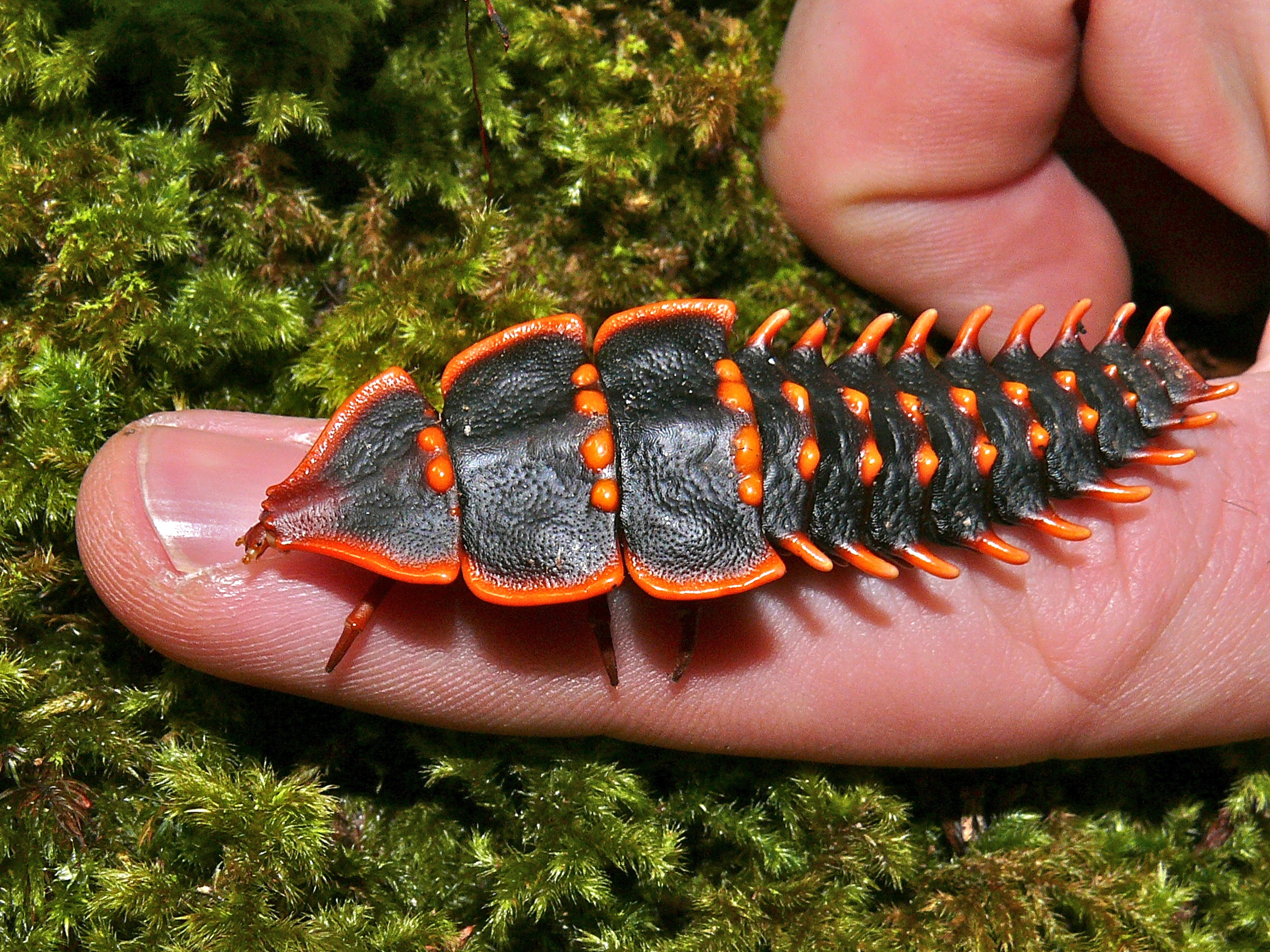
Platerodrilus paradoxus

### Fotnoter
1. ↑  Crew, Bec. ”Trilobite Beetles are Happy Being on Land, Alive in the Present Day” (på engelska). Scientific American Blog Network. https://blogs.scientificamerican.com/running-ponies/trilobite-beetles-are-happy-being-on-land-alive-in-the-present-day/. Läst 21 maj 2020.
2. 1 2 3 4 5 6  ”Bizarre-Looking Beetle Has an Even Weirder Sex Life” (på engelska). National Geographic News. 27 oktober 2016. https://www.nationalgeographic.com/news/2016/10/rare-weird-insect-trilobite-beetle/. Läst 21 maj 2020.
3. 1 2  Reichoff, Rhett. ”Duliticola hoiseni” (på engelska). Animal Diversity Web. https://animaldiversity.org/accounts/Duliticola_hoiseni/. Läst 21 maj 2020.
4. ↑  ”Genus Platerodrilus”. iNaturalist. https://www.inaturalist.org/taxa/497760-Platerodrilus. Läst 21 maj 2020.